# Hargeisa
Hargeisa (Somalisch: Hargeysa) is de hoofdstad van Somaliland.
Hargeisa telt 1,1 miljoen inwoners en is daarmee de grootste stad van Somaliland. De bezienswaardigheden van de stad zijn de tombe van sjeik Maddar, de stichter van de stad, en het oorlogsmonument (een MiG-jachtvliegtuig uit de jaren tachtig).
Tussen 1988 en 1990 werd Hargeisa zwaar gebombardeerd door de Somalische dictator Siad Barre. Deze bombardementen kostten het leven aan ongeveer 50.000 Somaliërs.

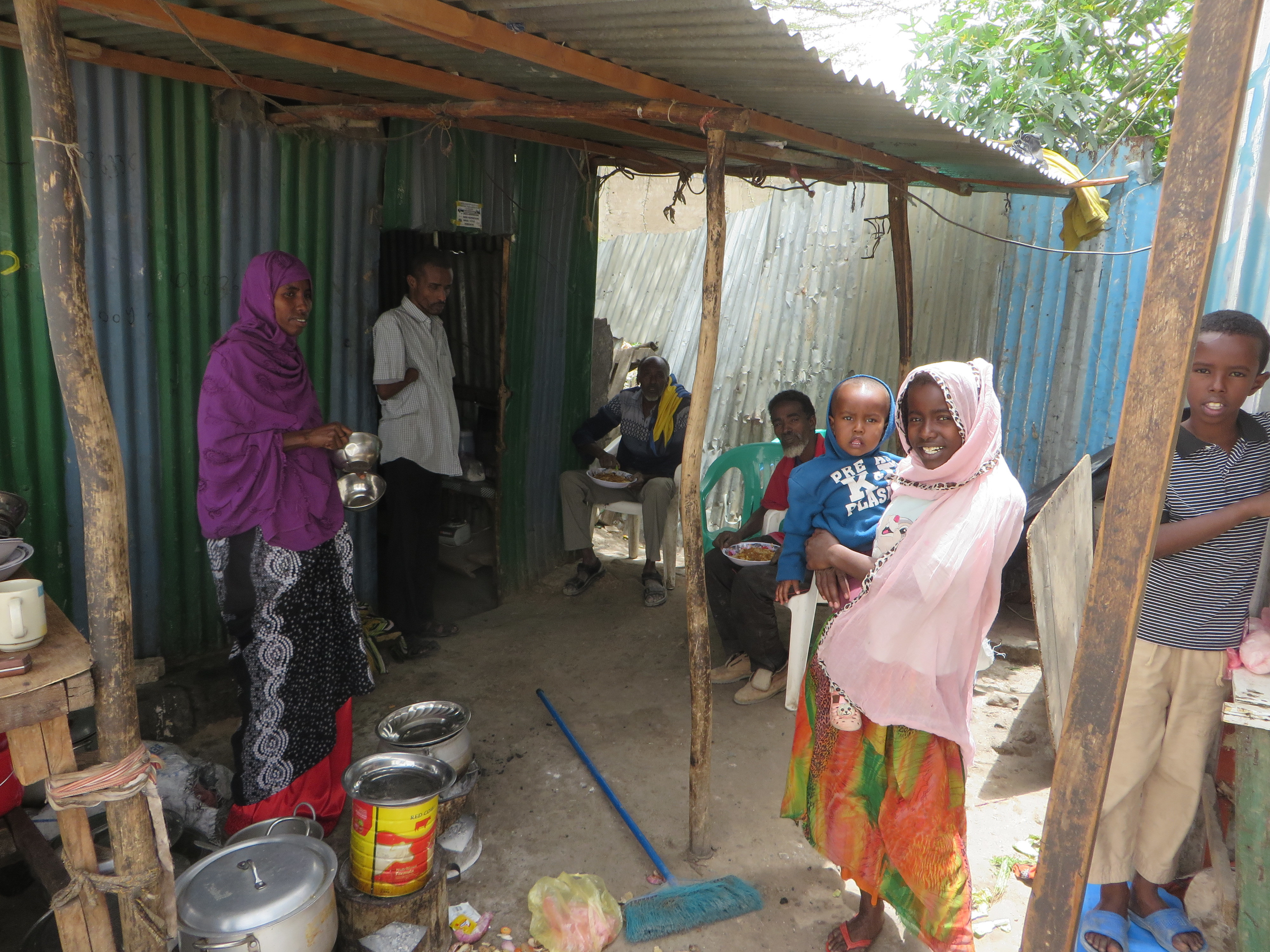
Restaurant aan de straat, Hargeysa 2019
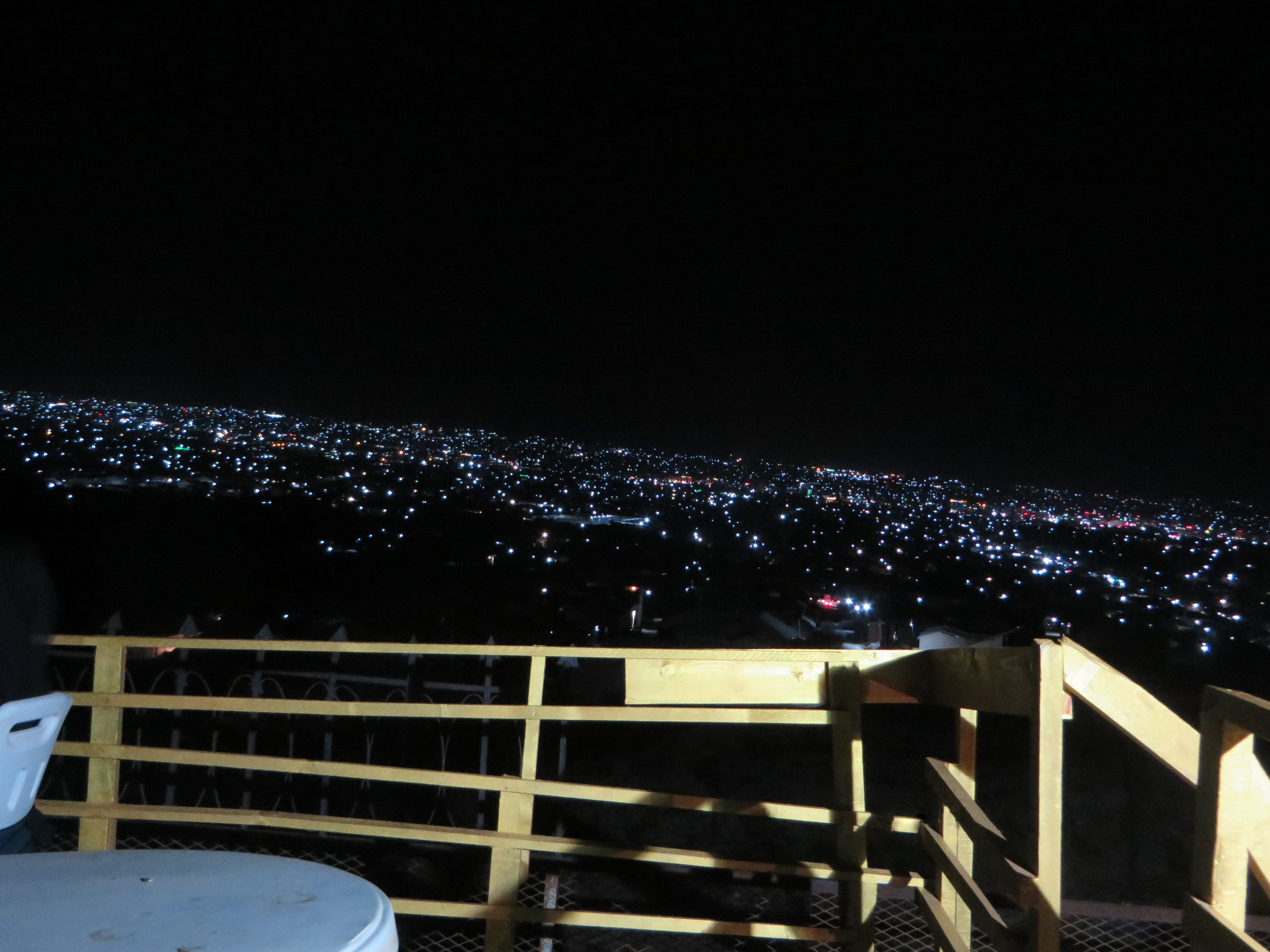
Hargeysa bij nacht, met de roodverlichte Central Market gezien vanuit het Masala View Restaurant, Hargeysa 2019
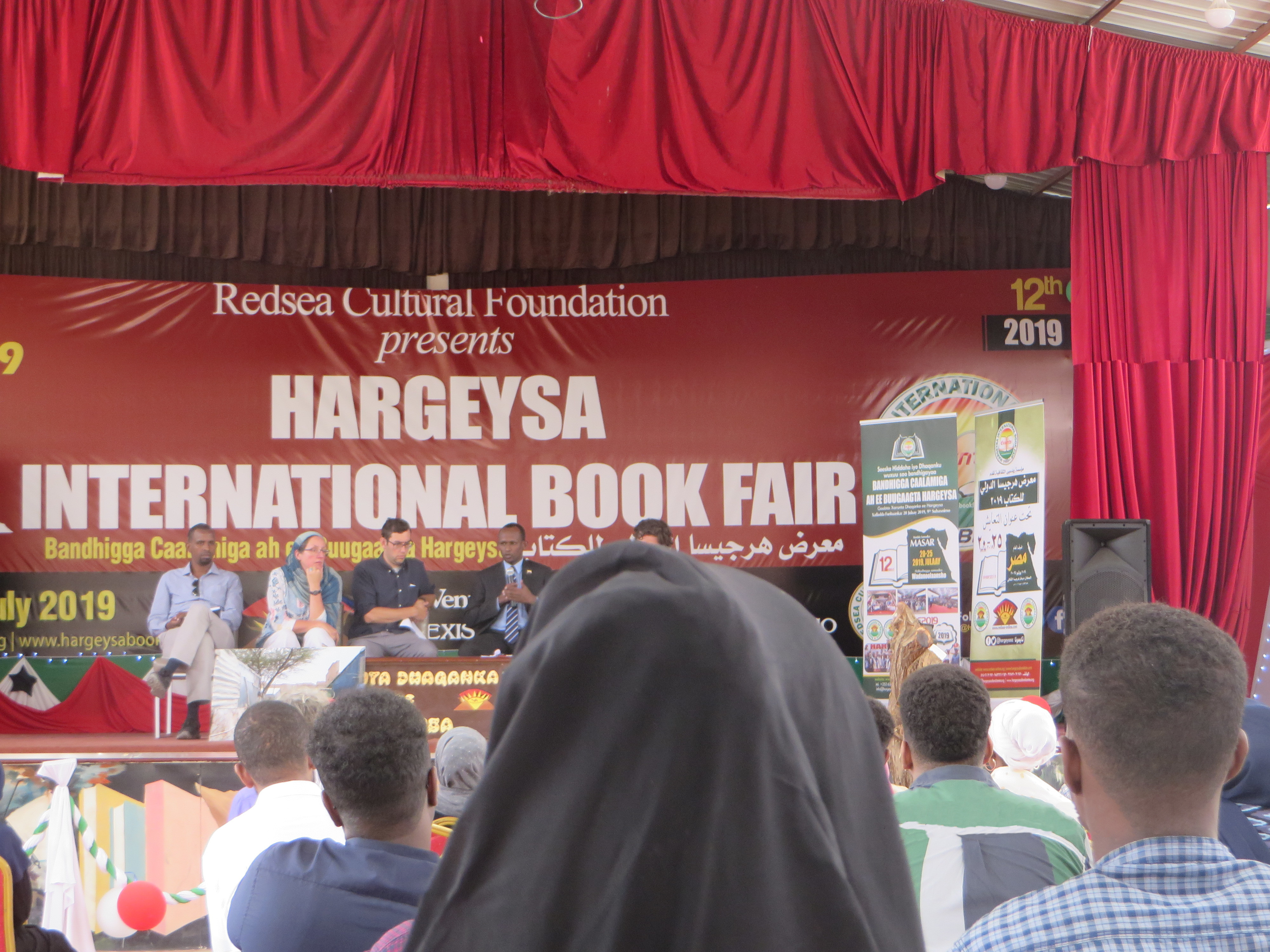
Groepsgesprek tijdens de Hargeysa 12th International Book Fair 20-25 July 2019
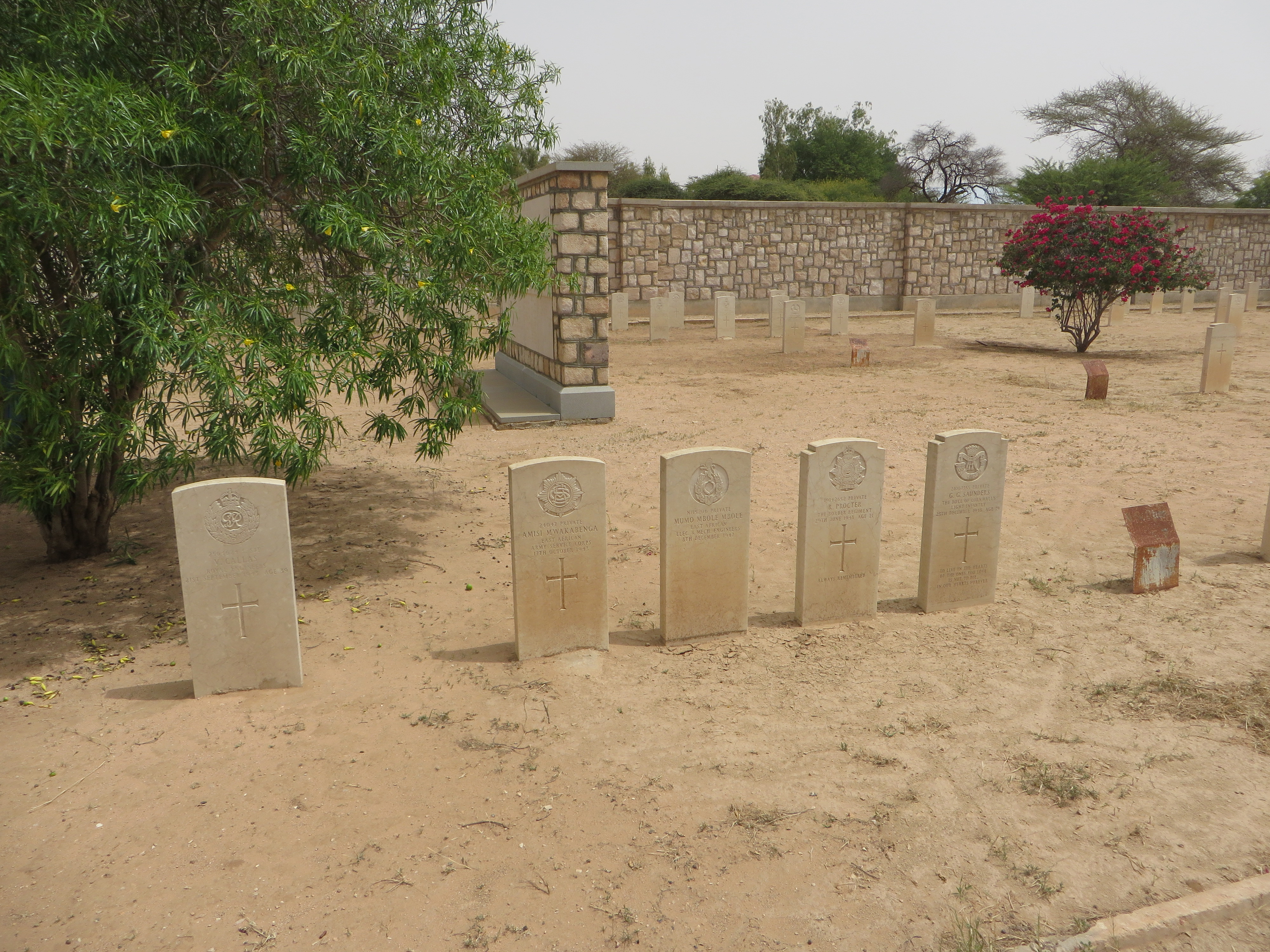
Hargeysa War Cemetery, 2019
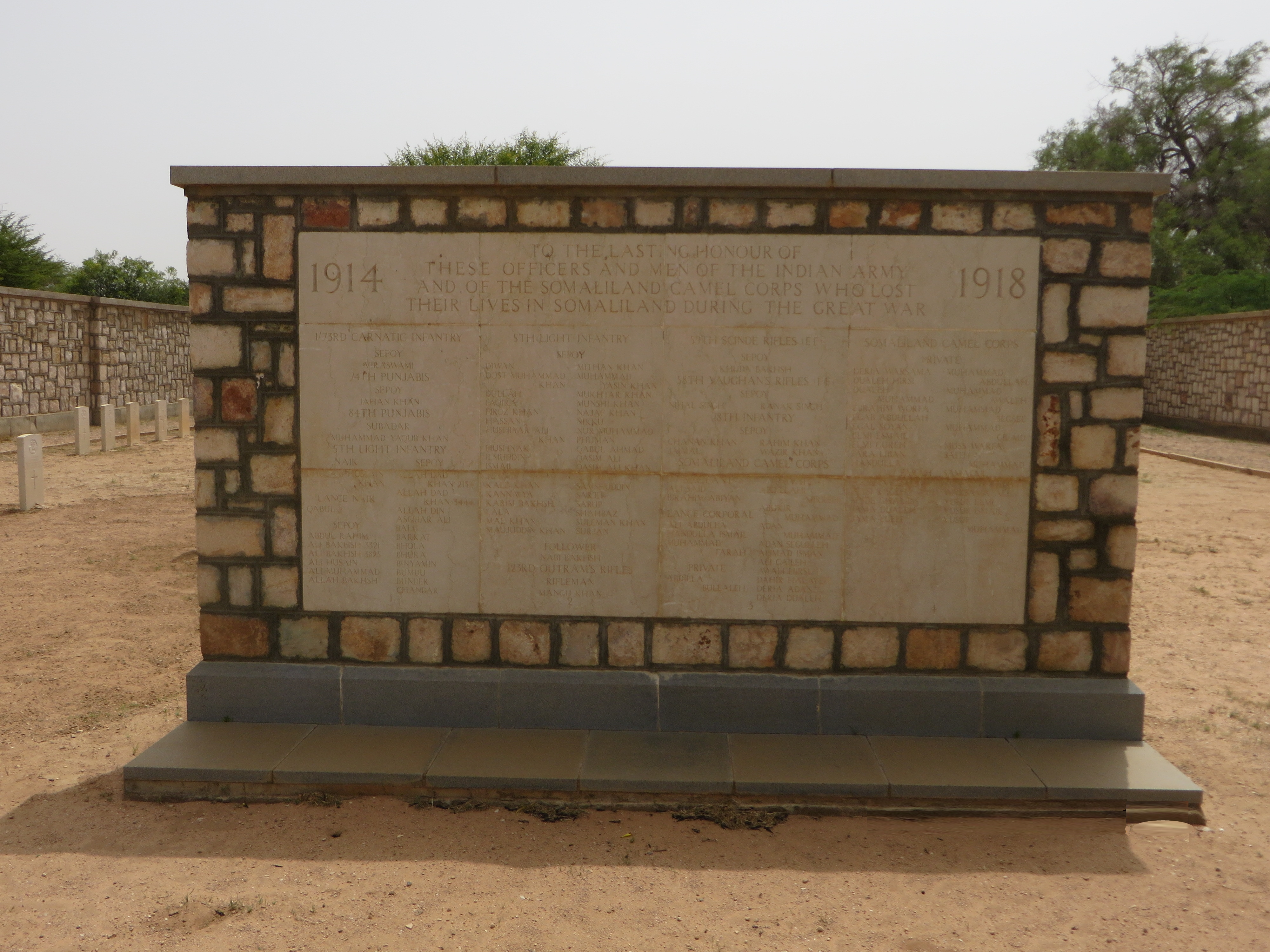
Gedenkplaat voor de gevallenen in de Eerste Wereldoorlog 1914-1918, Hargeysa War Cemetery 2019
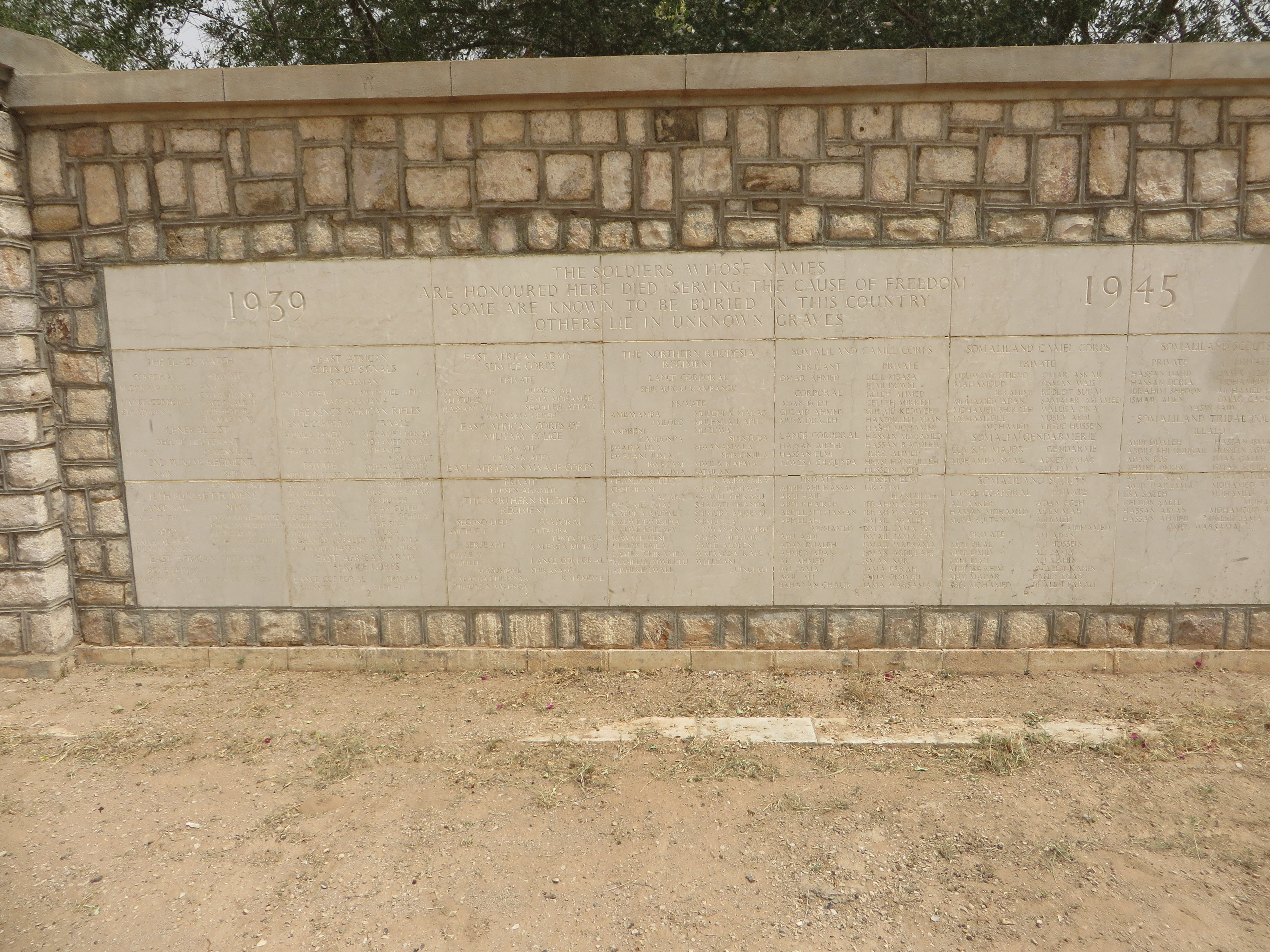
Gedenkplaat voor de gevallenen in de Tweede Wereldoorlog 1939-1945, Hargeysa War Cemetery 2019
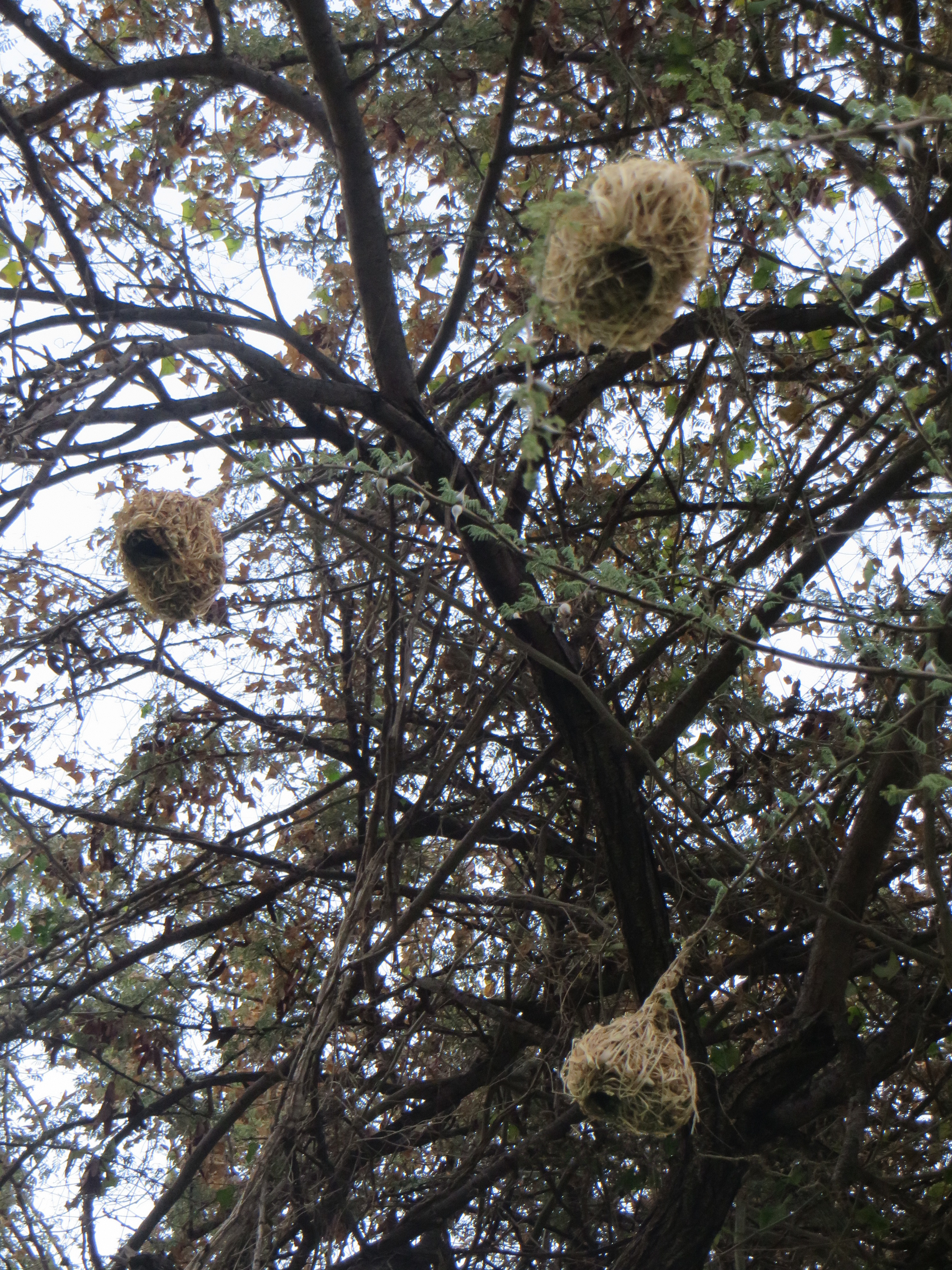
Hangende nesten van wevers (vogels), Hargeysa 2019

## Geboren
- Fawzia Yusuf H. Adam, voormalige minister van buitenlandse zaken